# Таинственное пламя царицы Лоаны
«Таинственное пламя царицы Лоаны» (итал. La misteriosa fiamma della regina Loana) — пятый роман итальянского писателя, профессора семиотики Болонского университета Умберто Эко.

## Сюжет
Главный герой книги Ямбо (полное имя: Джамбаттиста Бодони), 59-летний миланский букинист-антиквар, теряет память в результате инсульта. Он помнит все, что когда-либо читал, но не помнит свою семью, прошлое или даже собственное имя. Ямбо решает поехать в Солара, где прошло его детство, чтобы увидеть, может ли он открыть вновь своё потерянное прошлое.
После долгих дней поиска старых газет, виниловых дисков, книг, детских журналов и комиксов ему не удается вернуть воспоминания, хотя он вновь переживает историю своего поколения и общества, в котором жили его умершие родители и дедушка. Готовый оставить свои поиски, он обнаруживает оригинальный экземпляр первого фолио Шекспира 1623 года среди книг его дедушки. Далее ему остаётся только умереть.
Умберто Эко включает ссылки на события собственного детства в Италии времён Муссолини.

## Интересные факты
- Имя главного героя романа Умберто Эко «Таинственное пламя царицы Лоаны» полностью совпадает с именем выдающегося итальянского издателя, типографа, художника-шрифтовика и гравёра Джамбаттиста Бодони (1740—1813).

## Русский перевод
На русский язык роман перевела Елена Костюкович (2008).